# Carol Browner
Carol Martha Browner (Miami, 16 dicembre 1955) è una politica, avvocato e ambientalista statunitense, ex-Amministratrice dell'Environmental Protection Agency ed attuale Direttrice dell'Ufficio per la Politica sull'Energia e il Cambiamento Climatico alla Casa Bianca.
La Browner è finora la persona che ha prestato servizio più a lungo come Amministratore dell'EPA (ben otto anni, per entrambi i mandati della Presidenza Clinton).
In seguito è stata fra i fondatori dell'Albright Group, un'organizzazione ideata dall'ex-Segretario di Stato Madeleine Albright.
Dopo la laurea all'Università della Florida, la Browner cominciò a lavorare in politica, come assistente legale dei Senatori Lawton Chiles e Al Gore.
Nel 1993 il Presidente Clinton le affidò l'incarico di Amministratore dell'EPA; in queste vesti si occuperà, fra le altre cose, del buco nell'ozono e dell'inquinamento ambientale.
Nel 2008 il Presidente Obama le ha affidato un incarico come sua assistente, creando per lei l'Ufficio per la Politica sull'Energia e il Cambiamento Climatico alla Casa Bianca.